# Pintada-plumífera
A pintada-de-penacho, também conhecida como pintada-plumífera ou pintada-emplumada (Guttera plumifera) é uma ave, da ordem dos galiformes, família dos numidídeos. Pode ser encontrada nas florestas primárias húmidas da África Central. Assemelha-se a algumas subespécies da pintada com crista, mas tem um reto (não ondulado) e maior crista, e um tempo relativamente longo acácia em ambos os lados da conta. A pele nua na face e pescoço é totalmente maçante cinza-azul no oeste subespécie nominal, enquanto existem algumas manchas alaranjadas entre o cinza-azul na subespécie oriental schubotzi.

## Taxonomia
São reconhecidas duas subespécies:
- G. p. plumifera (Cassin, 1857) - sul dos Camarões a Bacia do Congo, no norte do Gabão, e do norte da Angola
- G. p. schubotzi (Reichenow, 1912) - norte do Zaire para Leste Rift Africano e florestas a oeste de Lago Tanganica